# Instituto de Engenharia Biomédica da UFSC
O Instituto de Engenharia Biomédica da Universidade Federal de Santa Catarina é uma instituição brasileira de pesquisa científica e desenvolvimento tecnológico nas áreas de engenharia biomédica e elétrica. Tem sede no campus da UFSC na cidade de Florianópolis, Santa Catarina, desde 1974. 

## História
Em 1974, os professores Walter, Carlos e Danilo se uniram para criar um grupo interdisciplinar para unir os conhecimentos e a experiências da engenharia e medicina.  Crio-se então, o Grupo de Pesquisas em Engenharia Biomédica (GPEB), o qual foi alocado a uma pequena sala dentro do Hospital Universitário (HU/UFSC). Desde de 2001, o grupo utiliza o nome atual.
As pesquisas em engenharia biomédica, no Brasil, iniciaram na década de 50, para o estudo de sistemas biológicos.  Os primeiros grupos de pesquisa surgiram no país na década de 70, sendo o primeiro grupo de pós-graduação fundado em 1970 na Universidade Federal do Rio de Janeiro, antecedendo em apenas quatro anos o grupo de Florianópolis.  Nos anos 80, a área expandiu para dentro dos ambientes de assistência à saúde, como hospitais e clínicas.
Em 2005, foi inaugurado o prédio que abriga o Instituto desde então.  O instituto conta com uma área construída de 2.340 m2 entre salas, laboratórios e estrutura administrativa. 
Em 2008, o Laboratório de Avaliação Técnica (LAT-IEB-UFSC) recebe credenciamento do Inmetro para avaliação de equipamentos eletromédicos.  Em 2010, o Instituto é reconhecido como centro colaborador da Organização Pan-Americana da Saúde. 

### Fundadores
- Walter Celso de Lima, Dr., professor do Departamento de Engenharia Elétrica
- Carlos Inácio Zanchin, Dr., professor do Departamento de Engenharia Elétrica [8]
- Danilo Freire Duarte, Dr., professor do Departamento de Clínica Cirúrgica

### Coordenadores
- Renato Garcia Ojeda, Dr., de 2009 à atualidade [9]
- Fernando Mendes de Azevedo, Dr.Sc., de 1996 a 2009 [10]
- Carlos Inácio Zanchin, Dr., de 1989 a 1996
- Walter Celso de Lima, Dr., de 1974 a 1989

## Linhas de Pesquisa

### Engenharia Clínica
- Sistema de gestão de equipamentos eletromédicos [11][12]
- Estudo de ferramentas de E-business para apoiar as atividades de Engenharia Clínica
- Estudo de metodologias do ciclo de vida útil de equipamentos eletromédicos [13]
- Desenvolvimento de conteúdo digital sobre tecnologia médico-hospitalar e WebServices em Engenharia Clínica
- Metodologias de Tecnologia da Informação (TI) para Engenharia Clínica
- Modelagem do processo tecnológico em saúde

### Instrumentação Biomédica
- Modelagem de sistemas biológicos [14][15]
- Estudo e desenvolvimento de aplicações da eletroporação [16]
- Desenvolvimento de dispositivos para avaliação de equipamentos médico-assistenciais
- Desenvolvimento de equipamentos eletromédicos para diagnóstico precoce de disfunções em saúde [17][18][1]
- Desenvolvimento de sistemas de ultra-som Doppler (hardware e software) para investigação de parâmetros quantitativos na caracterização do fluxo vascular
- Desenvolvimento de sistemas de instrução auxiliada por computador para treinamento interativo de utilização de equipamentos médico-assistenciais

### Informática em Saúde
- Estudo, desenvolvimento e avaliação de métodos de análise computadorizada de sinais bioelétricos (EEG e ECG)
- Desenvolvimento de (e de metodologias para) sistemas de apoio à decisão médica [19]
- Desenvolvimento de (e de metodologias para) sistemas de instrução inteligente auxiliada por computador e sistemas tutoriais inteligentes [20]
- Pesquisa e desenvolvimento de técnicas avançadas de processamento digital de sinais aplicadas a sinais, parâmetros e imagens biomédicos

### Bioengenharia
- Desenvolvimento de instrumentação (hardware e software) para o registro e análise de dados comportamentais e fisiológicos em laboratório [21][22]

#### EthoWatcher
Foi desenvolvido no laboratório de Bioengenharia um software gratuito que permite o registro de seqüências comportamentais (registrado no  INPI, prot. 09285-3, ej1982). 
Website oficial

## Laboratórios
O Instituto de Engenharia Biomédica da UFSC é composto por diversos laboratórios dirigidos por professores e pesquisadores do Instituto. 
- Laboratório de Ensino de Engenharia Biomédica (LEEB), ensino, localizado no 3º andar do prédio principal da Centro Tecnológico da UFSC
- Laboratório de Avaliação Técnica (LAT), credenciamento junto ao Inmetro, integra a Rede Brasileira de Laboratórios e a Rede Brasileira de Laboratórios Analíticos em Saúde (REBLAS) [5]
- Laboratório de Instrumentação Médica, pesquisa
- Laboratório de Informática em Saúde, pesquisa
- Laboratório de e-Saúde, pesquisa
- Laboratório de Bioengenharia, pesquisa
- Incubadora Tecnológica (ITEB–UFSC), desenvolvimento
- Centro de Gestão e Desenvolvimento de Tecnologia Médico-Hospitalar, extensão [11]

## Extensão

### Minicurso de Engenharia Biomédica na Prática
Desde 2008, alunos da pós-graduação e professores do IEB-UFSC organizam um evento anual de ensino e extensão. Voltado para estudantes das áres engenharia, ciências de exatas e saúde, o curso de inverno visa transmitir conceitos de engenharia biomédica através de oficinas. 

### Gestão de Tecnologia Médico-Hospitalar
Desde 1997, a Secretaria de Saúde do Estado de Santa Catarina mantém uma parceria com o Instituto para gestão dos equipamentos médico-hospitalares nos estabelecimentos de saúde no Estado.  Esta administração é feita através de três níveis hierárquicos, CELEC, CRR e CRE. Os Centros Locais de Engenharia Clínica (CELEC) prestam apoio local nos estabelecimentos parceiros (e.g. Hospital Infantil Joana de Gusmão e Hospital Regional de São José). Vários CELECs estão distribuídos pelo Estado, e estes conjuntos são supervisionado pelo Centros Regionais de Referência, que por sua vez, reportam ao Centro de Referência Estadual, em Florianópolis.  Através desta metodologia, o IEB-UFSC busca promover educação, pesquisa e extensão na área de engenharia biomédica. O programa oferece treinamento de mão de obra especializada e a aplicação do conhecimento gerado na área de gestão de tecnologia médico-hospitalar, proporcionando benefícios à saúde e ao desenvolvimento tecnológico. 

## Professores e Funcionários
- Daniela Ota Hisayasu Suzuki, Drª.Sc. (UFSC) M.Sc. (UFSC) B.Eng. (UFSC)
- Jefferson Luiz Brum Marques, Ph.D. (Sheffield) M.Sc. (UNICAMP) B.Eng. (UFSM)
- José Marino Neto, Dr. (USP) M.Sc. (USP) B.Sc. (USP)
- Priscila Sousa de Avelar, M.Sc. (UFSC) B.Eng. (PUC Goiás)
- Renato Garcia Ojeda, Dr. (UFSC) M.Sc. (UFSC) B.Eng. (Usach)

### Anteriores
- Carlos Inácio Zanchin, professor aposentado na UFSC [8]
- Danilo Freire Duarte, professor aposentado na UFSC
- Fernando Mendes de Azevedo, professor aposentado na UFSC
- Fernanda Isabel Marques Argoud, professora no IFSC
- Raimes Moraes, professor na UFSC
- Walter Celso de Lima, professor aposentado na UFSC
- Yasser Issmail, UFF

## Alunos Egressos
- Ademar Tibola, professor na UNOCHAPECO
- Airton Ramos, professor na UDESC
- Ana E. Margotti, Secretaria de Saúde de Santa Catarina
- Barbara Taques, professora no IFSC
- Carlos C. Júnior, professor na Université Lumière Lyon 2 [30]
- Carlos Pantaleão, professor na UNIOESTE
- Cristhian Heck, professor no Instituto Federal Catarinense
- Daiana Leite, professora na UDESC
- Daniela Suzuki, professora na UFSC
- Eduardo Andrighetto, professor na UFMS
- Euler Garcia, professor na UNB
- Fábio Iaione, professor na UFMS
- Fernanda Argoud, professora no IFSC
- Francisco Paim, Hidroenergia Engenharia e Automação Ltda
- Francisco dos Santos, Hospital das Clínicas de Vitória
- Geovani Scolaro, professor na UNOESC
- Glauco Cardozo,  professor no IFSC
- Gustavo Braz, Ibramed Indústria Brasileira de Equipamentos Médicos
- Jean Domingos, UFSC
- Laura Navarro, professora na Universidad Santo Tomás de Aquino
- Lourdes Brasil, professora na UNB
- Lucimar de Carvalho, professora na UFFS
- Maria do Carmo Pereira, professora no Instituto Metropolitano de Ensino Superior
- Maria Hahne, professora na Univale
- Nivaldo Schiefler Jr, professor no IFSC
- Oscar Perdomo, professor na es:Universidad Surcolombiana
- Pedro B. Filho, professor na UDESC
- Priscila de Avelar, IEB-UFSC
- Renan Feltrin, Fundação de Amparo à Pesquisa e Extensão Universitária, UFSC
- Renato Garcia, professor na UFSC
- Renato M. Okamoto, Exército Brasileiro
- Roberto de Oliveira, professor na UFPA
- Rudimar Dazzi, professor na Univale
- Rui Seara, professor na UFSC
- Sidnei N. Filho, professor na UFSC
- Silvia Nassar, professora na UFSC
- Vander Vigolo, Instituto Federal Catarinense
- Wayne Beskow, professor na UNB Gama e analista no CNPq
- Willi Osaka, professor no IFPR